# Heinrich Kaniak
Heinrich Kaniak (1855 – 17. července 1920 Moravský Krumlov) byl rakouský a moravský právník a politik českého původu ale hlásící se k německé národnosti, v 2. polovině 19. století poslanec Říšské rady a starosta Moravského Krumlova.

## Biografie
Profesí byl advokátem. Byl aktivní i politicky. V letech 1909–1918 zastával funkci starosty Moravského Krumlova. Odmítal zřízení české měšťanské školy v tomto městě. V jeho příbuzenstvu byli většinou Češi, on sám se v mládí hlásil k českému národnímu hnutí a nosil čamaru. Později se ale přiklonil k německé národnosti a patřil mezi představitele německých národovců. Národní politika v nekrologu označuje Kaniaka za osobu, která po třicet let působila na germanizaci Moravského Krumlova. Ve funkci starosty skončil po vzniku Československa.
Působil jako poslanec Říšské rady (celostátního parlamentu Předlitavska), kam usedl v doplňovacích volbách roku 1890 za kurii městskou na Moravě, obvod Moravská Třebová, Svitavy atd. Nastoupil 6. března 1890 místo Fritze Wenzlitzkeho. Ve volebním období 1885–1891 se uvádí jako Dr. Heinrich Kaniak, advokát, bytem Moravský Krumlov.
Na Říšskou radu kandidoval jako kandidát německých nacionálů (Deutschnationale Vereinigung). Jako člen jejich klubu se uvádí k roku 1890.
Zemřel v červenci 1920.